# My Little Pony: Pony Life
«My Little Pony: Pony Life» — американо-канадский-ирландский анимационный детский мультсериал, основанный на франшизе Hasbro «My Little Pony». Является спин-оффом и одновременно перезапуском мультсериала «Дружба — это чудо», что делает его духовным преемником серии 2010 года и вторым спин-оффом сериала после «Девочек из Эквестрии». В сериях представлен новый стиль анимации. Сериал также фокусируется на более комедийной теме, чем его предшественник. Сериал выпущен Allspark Animation и Boulder Media, на телеканале Discovery Family. Каждый из эпизодов длится 11 минут, который также состоит из двух пятиминутных частей между ними. Премьера сериала состоялась 7 ноября 2020 года. 28 сентября 2020 года Премьера сериала состоялась в России на телеканале Карусель.

## Голосовой состав
За исключением Кэти Уэслак, которая озвучивала Спайка, главный голосовой состав из «Дружба — это чудо» повторяет свои роли в «Pony Life».

### Главные персонажи
- Тара Стронг — Сумеречная Искорка
- Ребекка Шойкет — Сумеречная Искорка (песни)
- Эшли Болл — Эпплджек и Радуга Дэш
- Андреа Либман — Флаттершай и Пинки Пай
- Шеннон Чан-Кент — Пинки Пай (песни)
- Табита Сен-Жермен — Рарити и Спайк[b]
- Кадзуми Эванс — Рарити (песни)
- Николь Оливер — Принцесса Селестия

## Выпуск
Ранее премьера мультсериала планировалась на Discovery Family в США 13 июня 2020 года, но она была перенесена на более поздний срок летом того же года, и позже этот план был отменен. Тем не менее, клипы нескольких эпизодов были загружены на официальный YouTube-канал «My Little Pony Official». 10 сентября 2020 года было официально объявлено, что он будет выпущен на YouTube без официальной даты выхода в эфир, так как он был указан как «скоро». 17 сентября 2020 года было сообщено, что в настоящее время в производстве находится второй сезон. Премьера второго сезона сериала состоялась 10 апреля 2021 года.
В Канаде премьера сериала состоялась на канале Treehouse TV 21 июня 2020 года.
Премьера сериала состоялась на телеканале Boomerang в Австралии и Новой Зеландии 1 августа 2020 года. Серия также дебютировала на 9GAG в Австралии 21 сентября 2020 года.
В Великобритании премьера сериала состоялась на канале Tiny Pop 1 сентября 2020 года.
В Польше премьера сериала состоялась 7 сентября 2020 года на канале MiniMini+.
В Финляндии первые 14 эпизодов сериала были выпущены на потоковом сервисе Ruutu 25 сентября 2020 года, а остальные эпизоды 15 октября 2020 года. Сериал вышел в эфир на канале Nelonen 20 октября 2020 года.
В России премьера сериала состоялась 28 сентября 2020 года на канале Карусель.
В Юго-Восточной Азии премьера сериала состоялась на канале Boomerang 3 октября 2020 года.
В Германии премьера сериала состоялась на Канале Disney 10 октября 2020 года. Также в тот же день премьера состоялась на Украине на канале ПлюсПлюс.

## Комментарии
1. ↑  Каждый эпизод состоит из двух сегментов продолжительностью пять минут
2. ↑  Табита Сен-Жермен озвучивает Спайка в «Pony Life», поскольку Кэти Уэслак решила не повторять эту роль.